# Tetraleurodes perileuca
Tetraleurodes perileuca là một loài côn trùng cánh nửa trong họ Aleyrodidae, phân họ Aleyrodinae.
Tetraleurodes perileuca được Cockerell miêu tả khoa học đầu tiên năm 1902.